# Nikolai Jossifowitsch Burtschak-Abramowitsch
Nikolai Jossifowitsch Burtschak-Abramowitsch (russisch: Николай Йосифович Бурчак-Абрамович, englische Transkription: Nikolay Yosifovich Burchak-Abramovich; * 26. September 1900 in Martyniwka (Schytomyr), Russisches Kaiserreich; † 15. Oktober 1997 in Tiflis, Georgien) war ein sowjetischer Paläontologe. Seine Forschungsschwerpunkte waren die Paläornithologie, die Paläomammalogie, die quartäre Paläozoologie des Kaukasus sowie die Archäologie, insbesondere die Domestizierung von Geflügel und Säugetieren.

## Leben
Burtschak-Abramowitsch kam als Sohn einer Priesterfamilie im Dorf Martyniwka bei Schytomyr (damals Russisches Kaiserreich, heute Oblast Schytomyr in der Ukraine) zur Welt. Nach der Absolvierung des Gymnasiums in Schytomyr ging er an das Institut „Oswiaty Narodowej“ und arbeitete als Assistent im Naturkundemuseum von Nowohrad-Wolynskyj. Nach drei Jahren wurde er Wissenschaftlicher Mitarbeiter am Geologischen Institut der Ukrainischen Akademie der Wissenschaften in Kiew. Im Alter von 26 Jahren veröffentlichte er seine erste wissenschaftliche Publikation. 1941 nahm er an einer wissenschaftlichen Expedition in die Kasachische Sozialistische Sowjetrepublik teil, wo er paläontologische Proben sammelte. Während der Kriegsjahre studierte er die Höhlen und Ablagerungen im Südkaukasus. Diese Forschungsarbeit gipfelte in seiner Dissertation über die fossilen Hornträger der alten Welt am Institut für Paläobiologie der Georgischen Akademie der Wissenschaften in Tiflis, wo er 1951 zum Doktor der Wissenschaften (Doktor nauk) promoviert wurde. 1957 erschien das Werk als Monographie. Von 1947 bis 1949 sowie von 1951 bis 1954 betrieb er im Auftrag des Hasanbey-Zardabi-Naturkundemuseums in Baku, Aserbaidschan Ausgrabungen in der Fossillagerstätte Binəqədi. Seine dort zusammengetragene Sammlung umfasst 20.271 fossile Knochen und Knochenfragmente von mindestens 1983 Individuen. Neben paläontologischen und archäologischen Funden aus den ehemaligen UdSSR-Ländern untersuchte Burtschak-Abramowitsch Sammlungen aus Bulgarien, Georgien, der Mongolei, China und anderen Ländern. In Anbetracht der entscheidenden Bedeutung von Sammlungen schuf er seine eigene osteologische Sammlung, die über 1000 Skelette von über 500 Vogelarten aus der Paläarktis umfasst.
In Zusammenarbeit mit dem bulgarischen Paläontologen Ivan Nikolov (1927–1981) vom Nationalmuseum für Naturgeschichte der Bulgarischen Akademie der Wissenschaften in Sofia beschrieb er 1984 die fossile Kormoranart Phalacrocorax serdicensis und die fossile Gänseart Anser thraceiensis.
Burtschak-Abramowitsch erstbeschrieb vier neue Gattungen und 15 neue Arten für die Wissenschaft, vor allem Vögel und Hornträger, dazu zählen Bubo binagadensis (1965), Struthio brachidactylus (1949, heute ein Synonym von Struthio chersonensis Brandt, 1873), Pachystruthio transcaucasicus (1971), Anser binagadensis (1956), Caspiodontornis kobystanicus (1982), Anas kisatibiensis (1995), Anas ganii (1996), Anser udabnensis (1957), Anser eldaricus (1978), Guguschia nailiae (1968) und Rustaviornis georgicus (1972). 1990 beschrieb er die Laufvogelart Struthio dmanisensis (heute Pachystruthio dmanisensis) aus den Ablagerungen des Altpleistozäns in Dmanissi, Georgien, die 2019 als größte und schwerste bekannte Vogelart der nördlichen Hemisphäre identifiziert wurde. Ferner beschrieb Burtschak-Abramowitsch die fossilen Hornträgergattungen Protobison (1980), Adjiderebos (1984) und Dmanisibos (1994) sowie die Arten Urmiabos azerbaidzanicus (1950), Bos mastanzadei (1952), Protobison kuschkunensis (1980), Adjiderebos cantabilis (1984) und Dmanisibos georgicus (1994). Auch die fossile Schweineart Sus apsheronicus (1948) und die fossile Menschenaffengattung Udabnopithecus (1945) gehören zu seinen Erstbeschreibungen.